# Claus Hartwig von Perckenthin
Claus Hartwig von Perckenthin (oder: Claus Hartwig von Perckentin, auch: Niclas Hartwig von Berkentin) († 1719 in Pinneberg) war ein dänischer Politiker, Träger des Dannebrogordens und Landdrost (Landrat) der Herrschaft Pinneberg. 
Er war königlich dänischer Geheimer Rat, Träger des Dannebrogordens und Oberhofmeister von Anna Sophie von Reventlow, der Königin von Dänemark. 
Von 1704 bis 1711 war er Landdrost der Herrschaft Pinneberg und regierte zunächst von Hamburg aus, bis er sich auf Befehl des Königs Friedrich IV.  von Dänemark und Norwegen in Pinneberg auf eigene Kosten eine Behausung suchen musste. Perckenthin übernahm das Anwesen des abgesetzten Amtsverwalters Burchard von Suhm in der Dingstätte 14/16. Dort lebte er bis zu seinem Tode 1719. Er hinterließ zwei Söhne.